# Grenache gris
Le grenache gris est un cépage de France de raisins gris ou rose.

## Origine et répartition géographique
Le grenache gris (tout comme le grenache blanc) est une variété du grenache noir. Avec 2.634 hectares (en 2004), le cépage est cultivé principalement dans les Pyrénées-Orientales et dans l'Aude : il y fait partie de l'encépagement de vins comme le coteaux-varois-en-provence, le rasteau, le banyuls, le collioure, le maury, et le rivesaltes.
De petites plantations sont connues en Australie, au Portugal, en Bulgarie et en Afrique du Sud.

## Caractères ampélographiques
- Extrémité du jeune rameau épanoui, duveteux blanc à liseré faiblement carminé.
- Jeune feuilles aranéeuses, vertes ou légèrement à plages bronzées, très brillantes.
- Feuilles adultes, à 5 lobes avec des sinus latéraux supérieurs très étroits et à fonds aigus, un sinus pétiolaire en lyre plus ou moins ouverte, dents anguleuses, étroites et petites.

## Aptitudes culturales
La maturité est de troisième époque moyenne : 30 jours après le chasselas.

## Potentiel technologique
Les grappes sont moyennes à grandes et les baies sont de taille moyenne. La grappe est tronconique, compacte et ailée. Le cépage est très vigoureux mais moyennement productif. Il est adapté aux sols graveleux ou caillouteux peu acides. Il donne selon les sols et type de vins de 20 hl/ha en Roussillon, à près de 100 hl/ha en zone de plaine. Le grenache gris est généralement conduit en gobelet à taille courte. Il est peu sensible à l'oïdium mais il craint le mildiou, l'excoriose, la pourriture grise, la carence en magnésie et les vers de la grappe. Il résiste bien à la sécheresse et aux vents violents.
On utilise le grenache gris pour l´élaboration de vins doux naturels, mais aussi de vins gris (sables du littoral méditerranéen).

## Synonymes
Le grenache gris est aussi connu sous les noms garnacha rioja, garnacha roja, garnacho rojo, grey grenache (en Australie), piros renache, rosco dos pinheiro et szuerke grenache.